# جواز سفر إستوني
جواز السفر الإستوني هو وثيقة السفر الدولية التي تصدر لمواطني إستونيا، ويمكن أن يكون الجواز أيضا دليلا على الجنسية الاستونية. إلى جانب تمكين حامل الجواز السفر دوليا، وجواز سفر الإستوني يسهل عملية تأمين المساعدة من موظفي القنصلية الاستونية في الخارج أو غيرها من الدول الأعضاء في الاتحاد الأوروبي في حال غياب القنصلية الاستونية، إذا لزم الأمر. إذا رغب مواطن إستوني في الحصول على وثيقة هوية وخاصة جواز السفر الإستوني، في مكان آخر غير البعثات الأجنبية لجمهورية إستونيا، فيمكن لحامل الجنسية الإستونية المقيم بالخارج استلام وثائق السفر في سفارة أي دولة من دول الاتحاد الأوروبي في جميع أنحاء العالم عن طريق دفع 50 يورو.
كل مواطن استوني هو أيضا مواطن في الاتحاد الأوروبي. جواز السفر، بالإضافة إلى بطاقة الهوية الوطنية يسمح بحرية التنقل والإقامة في أي دولة من دول الاتحاد الأوروبي والمنطقة الاقتصادية الأوروبية.

## التاريخ
أصدرت القنصلية الإستونية في نيويورك جوازات السفر الإستونية طوال فترة الاحتلال السوفيتي. أصدرت جوازات السفر مرة أخرى في إستونيا في عام 1991، بعد فترة وجيزة من استعادة البلاد استقلالها عن الاتحاد السوفيتي. أصدر جواز السفر المقروء آليًا في 1 فبراير 2002.

## متطلبات التأشيرة
اعتبارًا من 31 ديسمبر 2021 مكن لمواطني إستونيا زيارة 181 دولة بدون تأشيرة أو تأشيرة عند الوصول، مما يجعل جواز السفر الإستوني يحتل المرتبة 12 في العالم من حيث حرية السفر وفقًا مؤشر هينلي لجوازات السفر. يمكن لمواطني إستونيا العيش والعمل في أي دولة من دول الاتحاد الأوروبي بسبب بند حرية الحركة والإقامة الممنوحة في المادة رقم 21 من معاهدة الاتحاد الأوروبي.

## جواز السفر الإلكتروني
فازت شركة جيمالتو بعقد توريد جوازات السفر الإلكترونية لمجلس الهجرة والجنسية وسلمت أول جوازات سفر جديدة في أوائل عام 2007. اعتبارًا من يونيو 2009 يتعين على جميع المتقدمين للحصول على جواز سفر إستوني تقديم بصمات أصابعهم لتخزن على الشريحة الإلكترونية في جواز سفرهم.

## انظر أيضًا

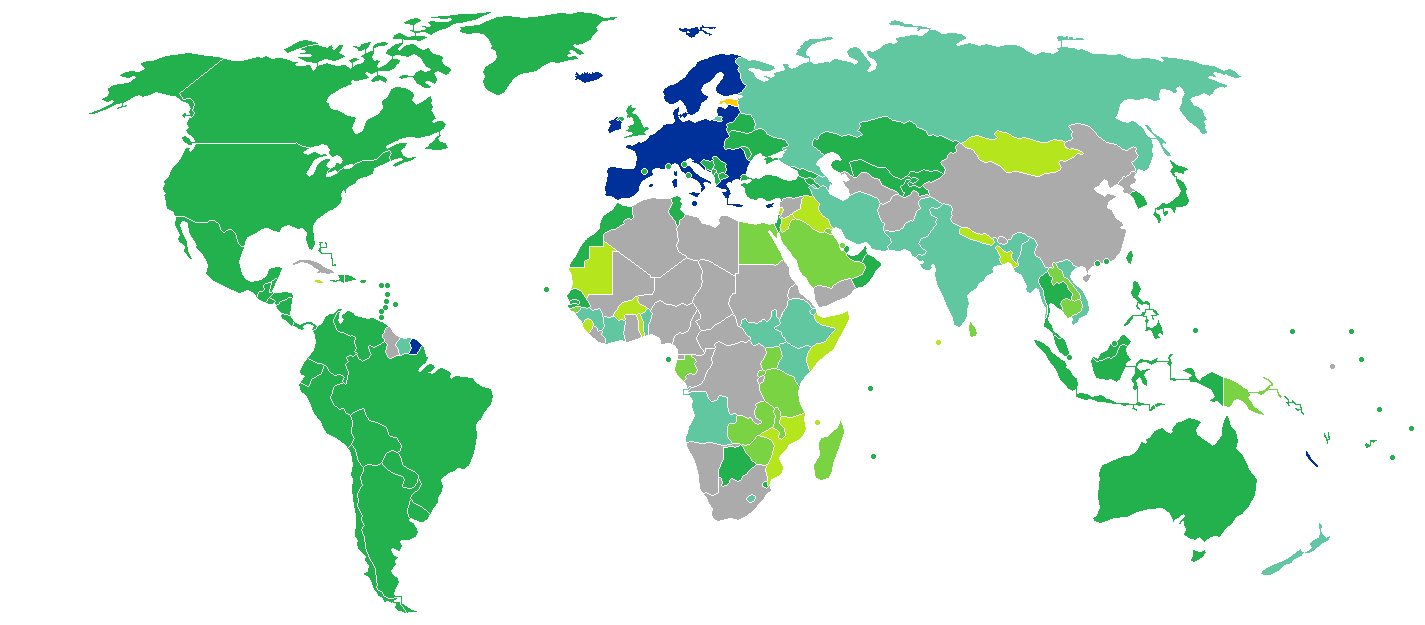
البلدان والأقاليم التي لا تفرض تأشيرة أو تطلب تأشيرة دخول عند الوصول للجهة، لحاملي جواز سفر إستوني.